# 瓊加拉湖
18°15′S 69°09′W / 18.250°S 69.150°W

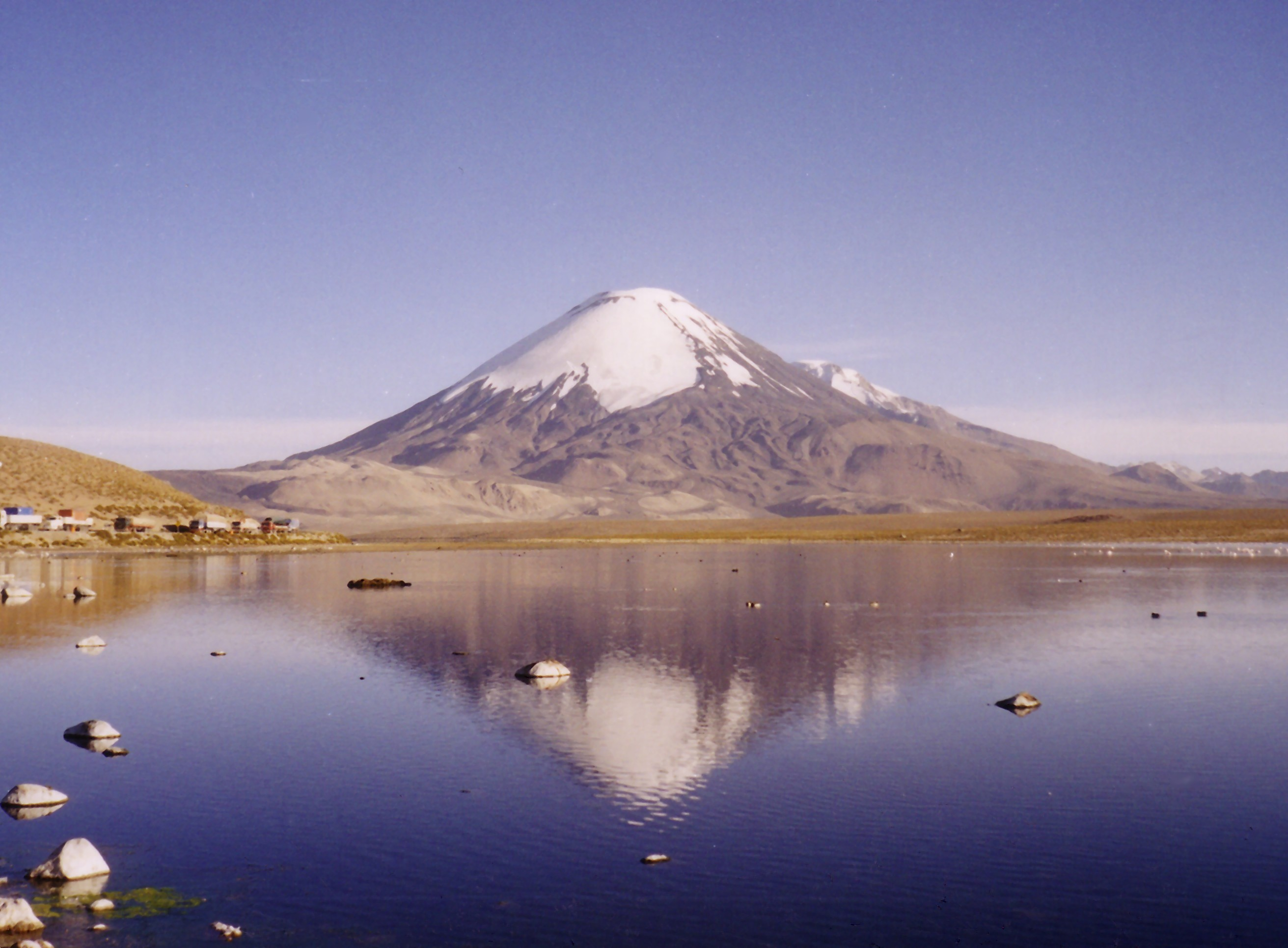

瓊加拉湖是智利的湖泊，位於該國北部，由阿里卡和帕里納科塔大區負責管轄，毗鄰與玻利維亞接壤的邊境，面積21.5平方公里，海拔高度4,517米，最大水深33米。